# Like a Dragon: Prologue
Like a Dragon: Prologue (龍が如く 〜序章〜, Ryū ga Gotoku ~ Joshō ~, lit. "Como um Dragão: Prefácio"), também conhecido como Like a Dragon ~ Prologue ~, é um filme de drama criminal de 2006 diretamente em vídeo dirigido por Takeshi Miyasaka com Takashi Miike como diretor executivo. Ele é baseado no jogo eletrônico de 2005 Yakuza, lançado para PlayStation 2.
O filme estrela o campeão de puroreso Masakatsu Funaki como protagonista e é uma pré-sequência ao primeiro jogo da série Yakuza, que por sua vez foi adaptado por Takashi Miike em Like a Dragon (2007).

## Enredo
Kazuma Kiryu é um yakuza honrado da Família Dojima, conhecido como o "Dragão de Dojima" por sua força e ferocidade. Ele tem um irmão de sangue chamado Akira Nishikiyama, também membro da Família Dojima. Nishikiyama ama seu irmão, mas também tem inveja e ressentimento por suas conquistas. Ele atira no chefe da Família, Sohei Dojima, sem pensar, forçando Kiryu a levar a culpa para protegê-lo. Dojima foi profundamente corrompido por seu poder, e estupra Yumi Sawamura depois de sequestrá-la. Yuri é a uma amiga mais nova de Kiryu e Nishikiyama, estando ambos apaixonados por ela.
O filme se passa em Kamurocho, versão fictícia do distrito de Kabukichō em Tóquio, cidade também usada no jogo. Na cidade há um orfanato chamado "Sunflower", parte importante do filme, gerenciado por Shintaro Kazama, que secretamente cuida das crianças filhas de pessoas mortas por ele.

## Elenco
- Masakatsu Funaki como Kazuma Kiryu
- Mikio Ohosawa como Akira Nishikiyama
- Ayaka Maeda como Yumi Sawamura
- Harumi Sone como Sohei Dojima
- Hirotaro Honda como Shintaro Kazama[4]

## Lançamento em vídeo
Como um filme diretamente em vídeo, Like a Dragon: Prologue foi lançado em DVD pela Sega em 24 de março de 2006 no Japão. A versão legendada em inglês foi lançada gratuitamente como vídeo sob demanda em quatro episódios pela Sega Europe em 15 de agosto de 2006 na página oficial do jogo.